# Keyra
Keyra, född 26 oktober 1995 i Tepito i Mexico City, är en mexikansk luchadora (fribrottare). Hon brottas sedan 2018 regelbundet i Mexikos största förbund, Lucha Libre AAA Worldwide men hade långt innan dess gjort sig ett namn på den oberoende scenen i Mexiko tack vare hennes tekniska skicklighet och tillämpande av den japanska strong-style stilen. Tillsammans med Lady Maravilla dominerade de den kvinnliga oberoende scenen innan de båda skrev på för AAA.
Hon är en av de mest framgångsrika kvinnliga mexikanska fribrottarna under 2010–talet och har under sin karriär brottats i alla mexikanska förbund värda att nämna, bland annat i Perros del Mal 2010–2012, Grupo Internacional Revolucion 2010, Desastre Total Ultraviolento 2010–2014 och The Crash Lucha Libre 2016–2018, samt i Lucha Memes, MexaWrestling med flera andra förbund.
Hennes artistnamn är taget från hennes barndomsidol, skådespelerskan Keira Knightley. Som många andra mexikanska fribrottare uppträder hon under en mask, enligt Lucha libres traditioner. Hennes riktiga namn och identitet är inte känd av allmänheten.
Keyras största framgångar inom sporten kom 2017 och 2019, då hon först den 30 mars 2017 besegrade Diosa Quetzal i en insatsmatch för sina masker, en så kallad Lucha de Apuestas i arenan Centro Cívico. Diosa Quetzal fick ta av sig masken och avslöja sin identitet inför publiken efter förlusten. I juni 2019 vann hon det kvinnliga titelbältet i Lucha Libre AAA Worldwide, 'Campeonato Reina de Reinas' efter att ha besegrat Lady Shani. Hon fick dock avsäga sig titeln i augusti 2019, då hon inte kunde försvara den på grund av en knäskada. I december samma år vann hon turneringen 'Lucha Capital' i AAA.